# ムスキス
ムスキス（バスク語: Muskiz）またはムスケス（スペイン語: Musques）は、スペイン・バスク州・ビスカヤ県のムニシピオ（基礎自治体）である。公式名はバスク語のMuskiz。ペトロノールによる企業城下町としての性格も帯びている。

## 名称
バスク語ではムスキス（Muskiz）、スペイン語ではムスケス（Musques）であり、かつてはサン・フリアン・デ・ムスケス（San Julián de Musques）とも呼ばれた。バスク地方各地で自治体名改名の動きが起こった民主化期（1975年以降）、正式名をバスク語名に変更した。

## 地理
ビルバオ都市圏の一部であり、都市圏で「鉱業地区」と呼ばれる地域にある。歴史的には1805年まで存在したバリェ・デ・ソモロストロの一部であり、現在ではビスカヤ県西部の自治体で構成されるラス・エンカルタシオネス郡に含まれる。
ムスキスの集落は大西洋のビスケー湾から約3km内陸、マジョール川やバルバドゥン川が形成する谷に位置する。自治体域自体はビスケー湾にも面しており、アレナ海岸はシエルバナとムスキスにまたがっている。北はビスケー湾、東はアバント・イ・シエルバナとシエルバナ、南はガルダメス、西はカンタブリア州カストロ・ウルディアレスと接している。
自治体の最高峰は自治体南部にある626mのメリョ峰である。その他の重要な山には、361mのコルベラ岩山、269mのカラスカル峰、229mのラモス峰、203mのハネオなどがある。

## 地区
自治体は6地区に分けられる
| 公式名         | 公式名      | バスク語名             | バスク語名      |
| -------------- | ----------- | ---------------------- | --------------- |
| コバロン       | Kobaron     | コバロン               | Cobaron         |
| （ラ・）リガダ | (La) Rigada | ラライナガ             | Larrainaga      |
| ポベーニャ     | Pobeña      | ポベニャ               | Pobeña          |
| サン・フアン   | San Juan    | サン・フアン・ムスキス | San Juan Muskiz |
| サン・フリアン | San Julián  | サン・フリアン         | San Julian      |
| サンテリセス   | Santelices  | サンテリセス           | Santelices      |

## 人口
| ムスキスの人口推移 1897－2006                           |
|                                                         |
| 出典:INE（スペイン国立統計局）1900年 - 1991年、1996年 - |

## 経済

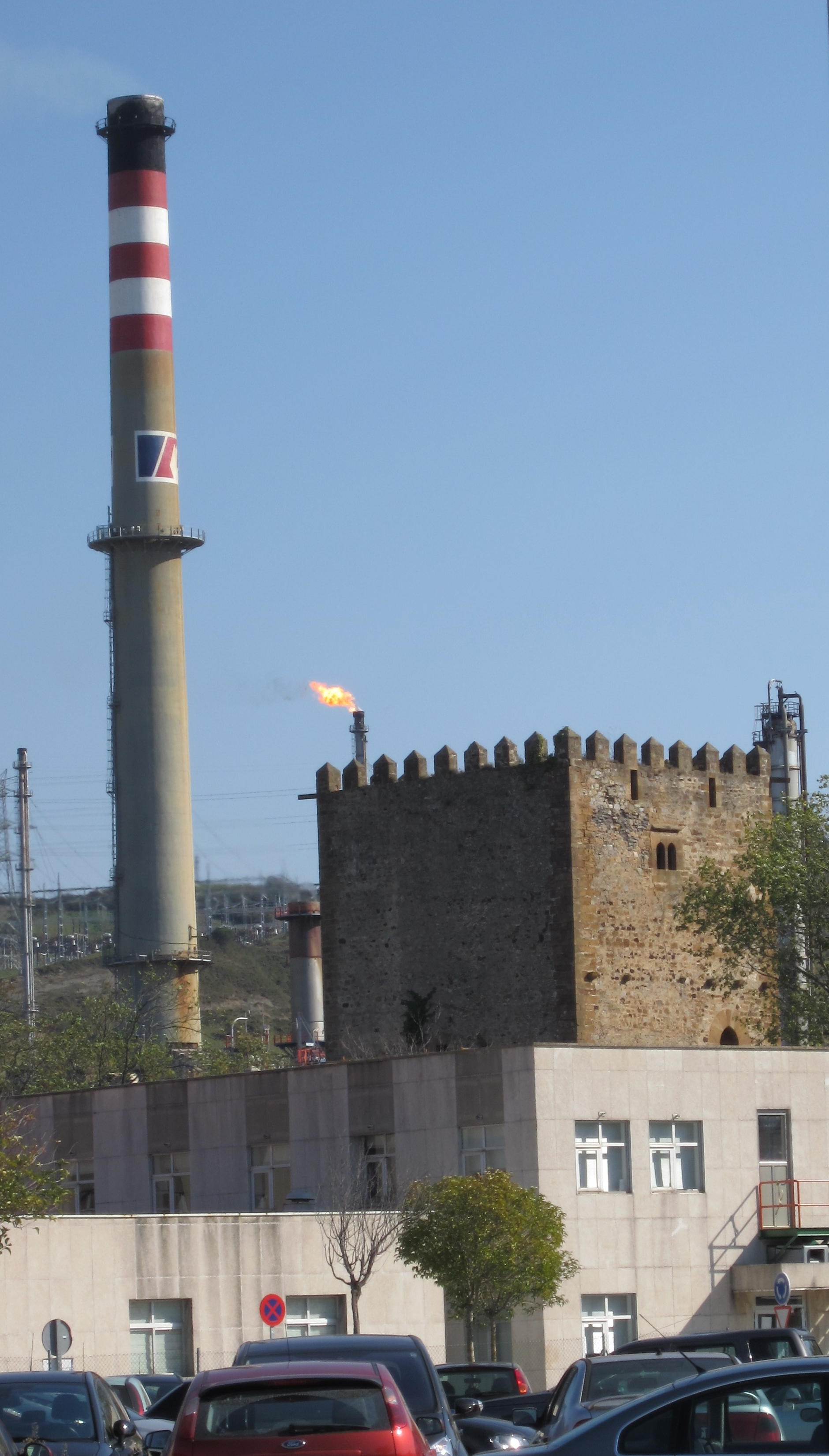
ムニャトネス城とペトロノールの石油精製所。

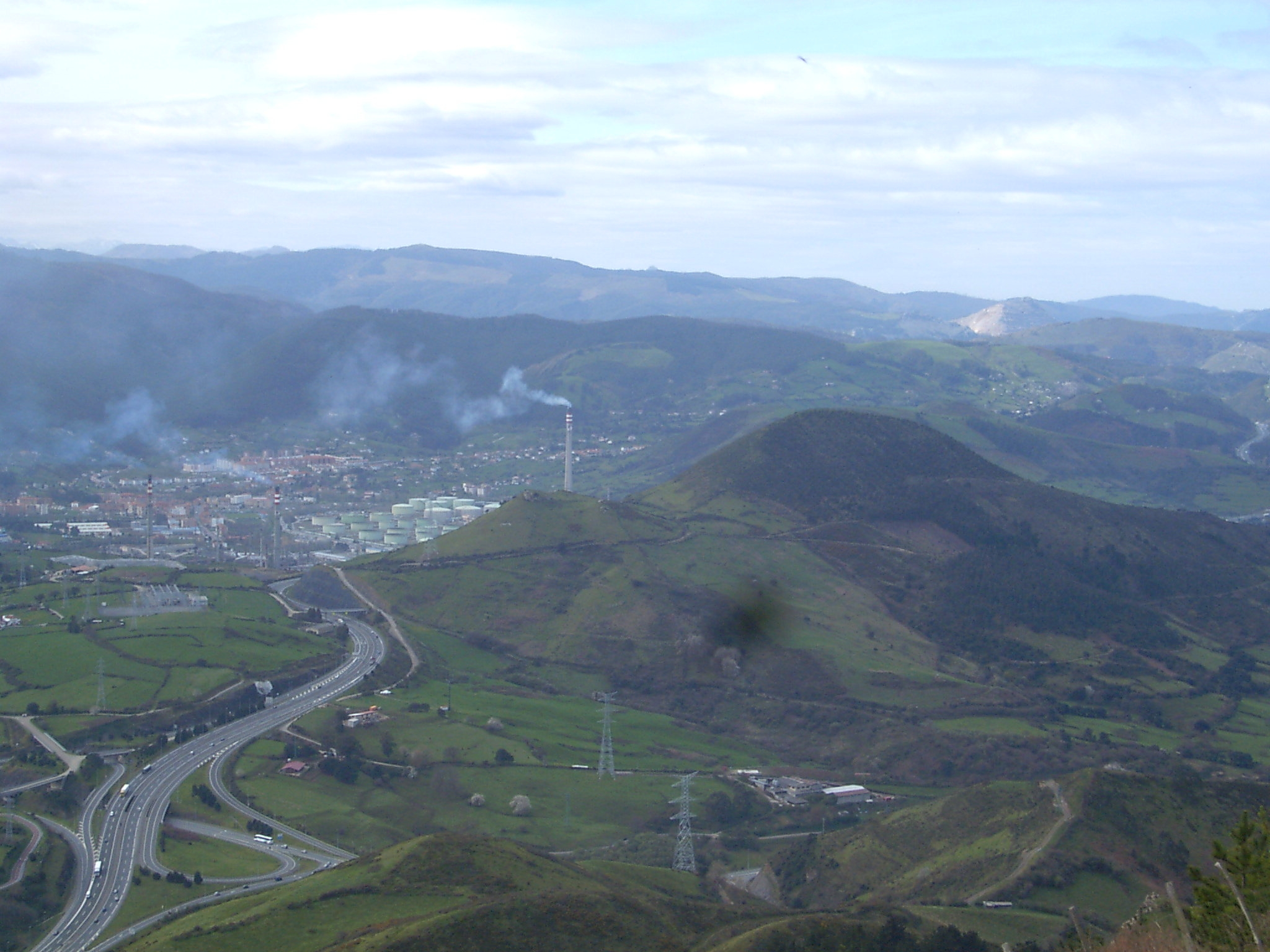
煙を上げて操業するペトロノールの施設。なお写真左側に見える高速道路はA-8号線である。

1968年には石油企業のペトロノールがバルバドゥン河口の湿地を取得し、1972年にペトロノールの石油精製所が操業を開始した。この石油精製所はビスケー湾沿岸で最大の石油化学コンビナートであり、施設は14回もの拡張を経験している。ペトロノールは人口約7,000人のムスキスにおいて住民の約950人を直接雇用しており、また住民の約1/3がペトロノールに関連する企業に従事しているとされる。
ペトロノールは年間に260万トンの二酸化炭素を排出しており、バスク州の企業としてはもっとも多い、州全体の約10%もの温室効果ガスを生んでいる。ムスキス石油精製所は大気汚染、騒音、土壌汚染、有害廃棄物、汚染排水などの問題を抱えており、さらに過去には火災、爆発、オイル漏れなどの事故が発生している。
ムスキス市議会はペトロノールに好意的なバスク民族主義党（PNV）が伝統的に与党を務めており、2003年の地方選挙では13議席中8議席をバスク民族主義党が獲得した。しかし、2007年の地方選挙ではペトロノールに批判的なバスク連帯（EA）が4議席、バスク社会党（PSE）が3議席を獲得し、過半数を獲得した両政党による連立でバスク連帯系の市長が誕生。バスク連帯はムスキスへの新工場の建設に反対したが、バスク州政府は工場建設を承認した。

## 出身者
- ロペ・ガルシア・デ・サラサール（スペイン語版）(1400-1476): 歴史家・著作家。
- ニコラス・デ・ラ・クアドラ（スペイン語版）(1663-1728): バロック期の画家。
- セバスティアン・デ・ラ・クアドラ・イ・リャレナ（スペイン語版）(18世紀): 政治家。フェリペ5世の治世に大臣を務めた。
- ルベン・ルイス・イバルリ（スペイン語版）(1920-1942): 軍人。スペイン共産党書記長ドロレス・イバルリの子。ソビエト連邦の赤軍中尉。スターリングラード攻防戦で戦死。